# Немиця (Славенський повіт)
Немиця (пол. Niemica) — село в Польщі, у гміні Малехово Славенського повіту Західнопоморського воєводства. Населення — 757 осіб (2011).
У 1975—1998 роках село належало до Кошалінського воєводства.

## Демографія
Демографічна структура станом на 31 березня 2011 року:
|          | Загалом | Допрацездатний вік | Працездатний вік | Постпрацездатний вік |
| -------- | ------- | ------------------ | ---------------- | -------------------- |
| Чоловіки | 389     | 82                 | 281              | 26                   |
| Жінки    | 368     | 86                 | 221              | 61                   |
| Разом    | 757     | 168                | 502              | 87                   |